# Sint-Servatiuskerk (Lieshout)

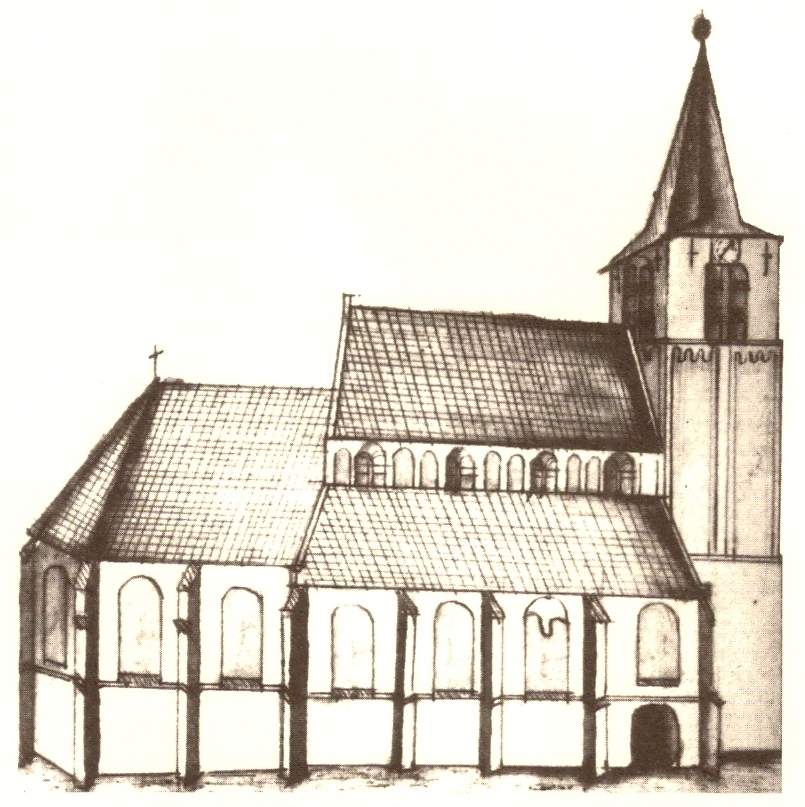
Derde Sint-Servatiuskerk

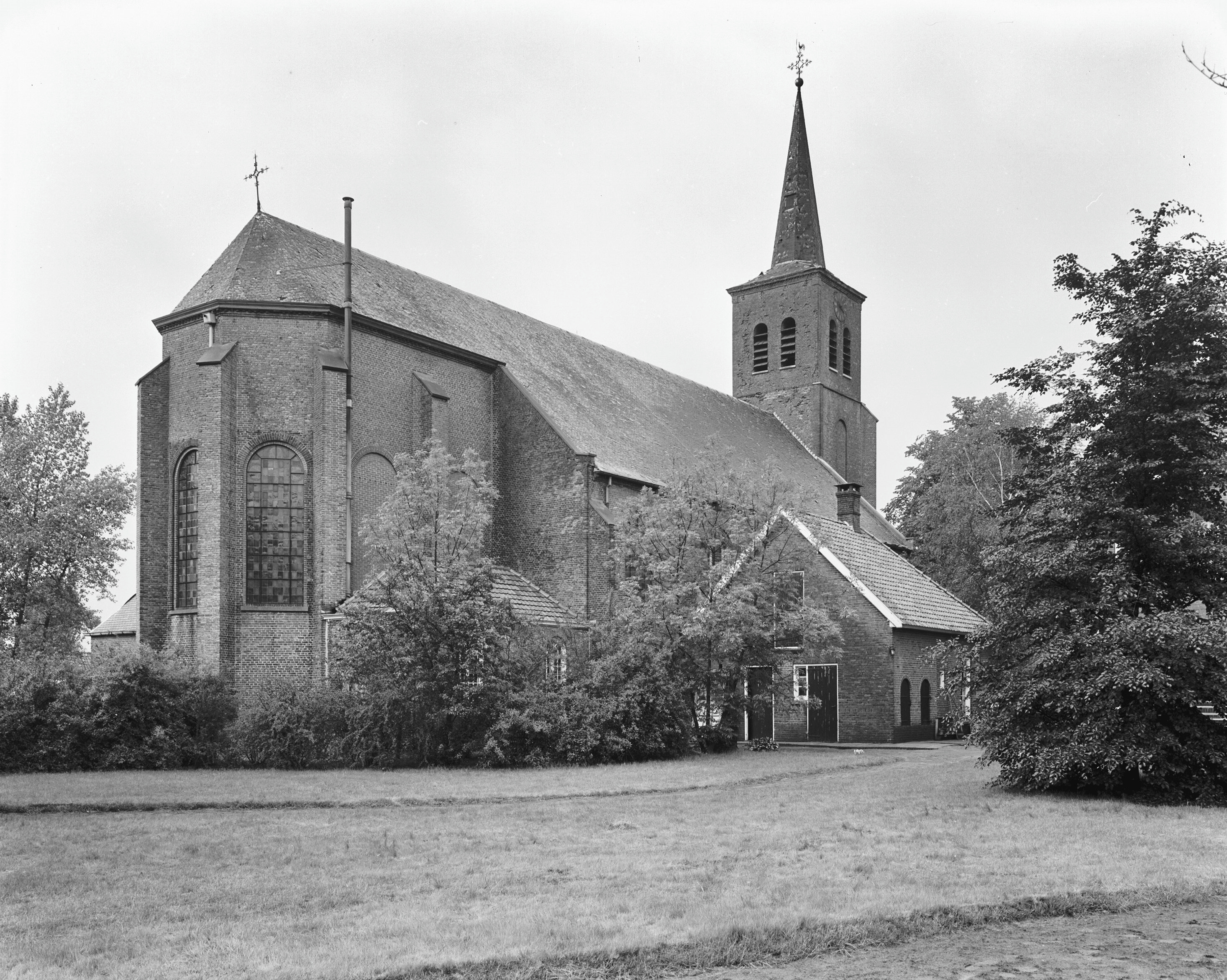
Waterstaatskerk

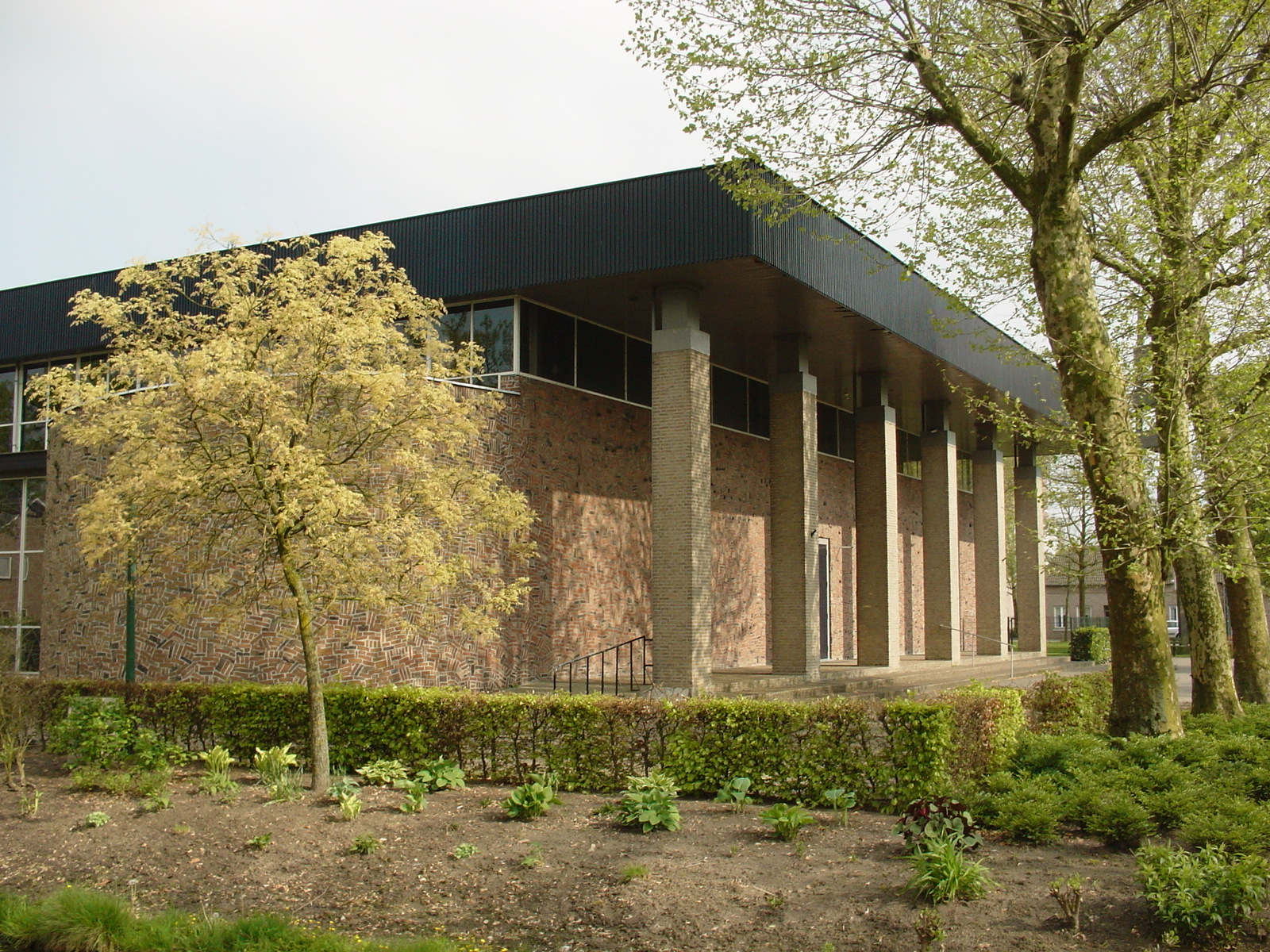
Huidige Sint-Servatiuskerk

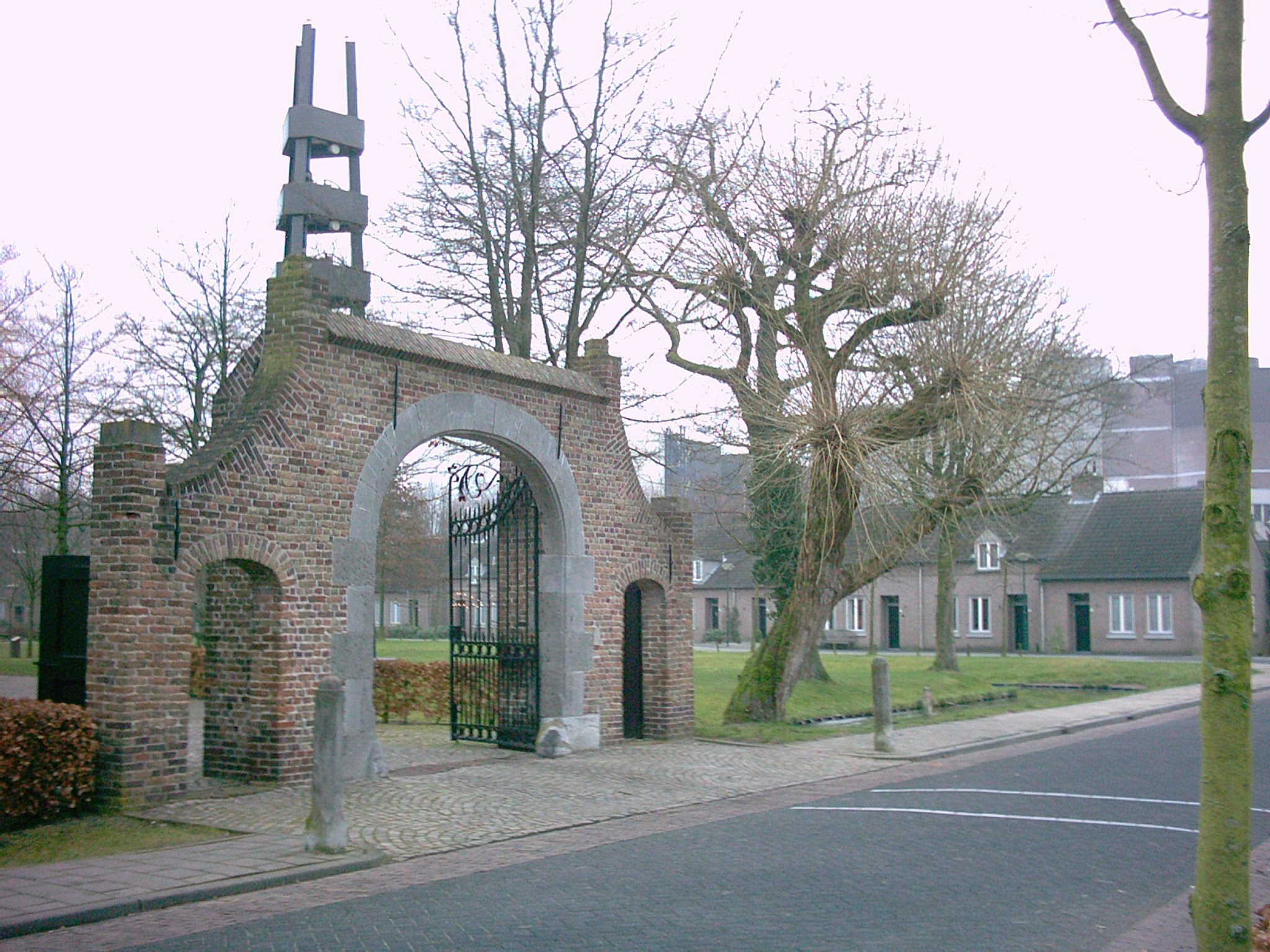
Ribbiuspoort

De Sint-Servatiuskerk is de parochiekerk van de tot de Noord-Brabantse gemeente Laarbeek behorende plaats Lieshout, gelegen aan de Burgemeester van den Heuvelstraat 1.

## Geschiedenis
Mogelijk heeft er omstreeks het jaar 700 al een houten kapel in Lieshout gestaan. Deze werd in de 11e eeuw door een stenen kerkje vervangen. Dit stond nabij  't Hof, ten zuiden van het huidige Wilhelminakanaal, waar de oorspronkelijke kern van Lieshout was. Ergens tussen 1200 en 1300 zou dan een stenen kerkje zijn gebouwd. Deze kerk werd uiteindelijk te klein en in de directe omgeving werd daarom omstreeks het jaar 1400 een nieuwe kerk gebouwd. Na de Vrede van Münster (1648) werd deze kerk genaast door de protestanten, die, gezien hun geringe aantal, echter niet in staat waren om de kerk te onderhouden. De kerk stortte in 1800 in ten gevolge van een orkaan. De toren werd in 1836 gesloopt.
De katholieken maakten vanaf omstreeks 1665 gebruik van een schuurkerk, die ingericht was in een stal van een hoeve aan 't Hof. In 1771 werd een nieuwe schuurkerk betrokken, nu aan de Renstraat, de latere Burgemeester van den Heuvelstraat. Nabij de schuurkerk verrees in 1839 een waterstaatskerk, waarbij nog stenen werden gebruikt die afkomstig waren van de toren van de derde kerk. Deze kerk werd in 1967 gesloopt.
In 1962 werd een moderne kerk gebouwd. Deze werd ontworpen door J.A. de Reus in de stijl van het naoorlogs modernisme. Het is een zaalkerk op rechthoekige plattegrond met plat dak, de wanden bekleed met sierlijk gemetselde bakstenen. De losstaande open klokkentoren is opgebouwd uit staalprofiel. De kerk is
De nieuwe kerk staat op de plek van het oude Huize Ribbius. Dit omgrachte huis werd daartoe gesloopt. De gracht bleef als vijverpartij behouden, evenals de 17e-eeuwse toegangspoort die mogelijk ooit toegang verleende aan de Helmondse Abdij van Binderen.